# Natasha Morrison
Natasha Morrison (17 novembre 1992) è una velocista giamaicana.

## Palmarès
| Anno | Manifestazione      | Sede         | Evento        | Risultato  | Prestazione | Note  |
| ---- | ------------------- | ------------ | ------------- | ---------- | ----------- | ----- |
| 2015 | World Relays        | Nassau       | 4×100 m       | Oro        | 42"14       | [ 1 ] |
| 2015 | Mondiali            | Pechino      | 100 m piani   | 7ª         | 11"02       |       |
| 2015 | Mondiali            | Pechino      | 4×100 m       | Oro        | 41"07       |       |
| 2017 | World Relays        | Nassau       | 4×100 m       | Argento    | 42"95       |       |
| 2017 | Mondiali            | Londra       | 100 m piani   | Semifinale | 11"15       |       |
| 2017 | Mondiali            | Londra       | 4×100 m       | Bronzo     | 42"19       |       |
| 2018 | Commonwealth        | Gold Coast   | 100 m piani   | 5ª         | 11"31       |       |
| 2018 | Commonwealth        | Gold Coast   | 4×100 m       | Argento    | 42"52       |       |
| 2018 | Giochi CAC          | Barranquilla | 4×100 m       | Oro        | 43"41       |       |
| 2019 | World Relays        | Yokohama     | 4×100 m       | Argento    | 43"29       |       |
| 2019 | Giochi panamericani | Lima         | 100 m piani   | 6ª         | 11"40       |       |
| 2019 | Giochi panamericani | Lima         | 4×100 m       | 5ª         | 43"74       |       |
| 2019 | Mondiali            | Doha         | 4×100 m       | Oro        | 41"44       | [ 1 ] |
| 2021 | Giochi olimpici     | Tokyo        | 4×100 m       | Oro        | 41"02       | [ 1 ] |
| 2022 | Campionati NACAC    | Freeport     | 100 m piani   | Bronzo     | 11"11       |       |
| 2022 | Campionati NACAC    | Freeport     | 4x100 m       | Bronzo     | 43"39       |       |
| 2023 | Mondiali            | Budapest     | 100 m piani   | Semifinale | 11"03       |       |
| 2023 | Mondiali            | Budapest     | 4×100 m       | Argento    | 41"21       |       |
| 2025 | Mondiali indoor     | Nanchino     | 60 m piani    | Semifinale | 7"25        |       |
| 2025 | World Relays        | Guangzhou    | 4x100 m       | Bronzo     | 42"33       |       |
| 2025 | World Relays        | Guangzhou    | 4x100 m mista | Argento    | 40"44       |       |